# Kyle Palmieri
Kyle Palmieri (ur. 1 lutego 1991 w Smithtown, hrabstwo Hrabstwo Suffolk, stan Nowy Jork) – amerykański hokeista, reprezentant USA.
Jego brat Nick (ur. 1989) także został hokeistą.

## Kariera
- New Jersey Devils Youth National (2006–2007)
- U.S. National U17 Team (2007–2008)
- U.S. National U18 Team (2007–2009)
- Univ. of Notre Dame (2009–2010)
- Anaheim Ducks (2010-2014)
  -  Syracuse Crunch (2010–2012)
  -  Norfolk Admirals (2012–2013, 2014)
- New Jersey Devils (2015–)

W drafcie NHL z 2009 został wybrany przez Anaheim Ducks. Zawodnikiem tego klubu jest od 2010 w lidze NHL. Od tego czasu grał równolegle w klubach ligi AHL. W lipcu 2013 przedłużył kontrakt z Anaheim o trzy lata. Od czerwca 2015 zawodnik New Jersey Devils. W lipcu 2016 przedłużył kontrakt z klubem o pięć lat.
Uczestniczył w turniejach mistrzostw świata 2012, Pucharu Świata 2016.

## Sukcesy
Reprezentacyjne
- Srebrny medal mistrzostw świata juniorów do lat 17: 2008
- Brązowy medal mistrzostw świata juniorów do lat 18: 2008
- Złoty medal mistrzostw świata juniorów do lat 20: 2009
- Brązowy medal mistrzostw świata juniorów do lat 20: 2011

Klubowe
- Mistrz dywizji NHL: 2013 z Anaheim Ducks

Indywidualne
- Sezon AHL 2010/2011:
  - Najlepszy gracz tygodnia (2 razy)
  - Mecz gwiazd AHL
  - Najlepszy pierwszoroczniak miesiąca - marzec 2011
- Sezon AHL 2011/2012:
  - Najlepszy gracz tygodnia (1 raz)
  - Mecz gwiazd AHL
  - Pierwszy skład gwiazd